# Pyrinia praefulvata
Pyrinia praefulvata là một loài bướm đêm trong họ Geometridae.